# Antonio Cecchi

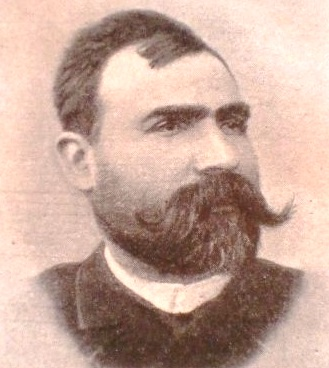
Antonio Cecchi

Antonio Cecchi (* 18. Januar 1849 in Pesaro (Italien); † 26. November 1896 in Mogadischu) war ein italienischer Entdecker, Seeoffizier und Afrika-Forscher.

## Leben und Wirken
Antonio Cecchi erhielt seine nautische Ausbildung in Pesaro und kam später nach Triest und Venedig, wo er den Grad eines Capitano di lungo corso und eine Goldmedaille erwarb. Im Jahre 1877 rüstete die Società Geografica Italiana eine Expedition unter Führung Orazio Antinoris (1811–1882) nach Schoa (Abessinien) im heutigen Äthiopien aus, an der Cecchi teilnahm. Von dort brach er mit seinem Landsmann Giovanni Chiarini (1849–1879) auf, um über Kassa nach dem Victoriasee vorzudringen. Aber schon im Lande der Gera, südlich von Schoa, wurden sie auf Befehl der Königin gefangen genommen. Chiarini erlag in Kialla den Leiden der Gefangenschaft, Cecchi wurde durch Gustavo Bianchis (1845–1884) Vermittlung nach einigen Monaten befreit. Nach Überwindung zahlreicher Gefahren kehrte er 1882 zurück.
Im Januar 1885 brach er mit einer italienischen Militärexpedition unter Führung von Tancredi Salettas (1840–1909) nach Massaua auf und ging im März nach Sansibar, um mit dem dortigen Sultan Barghasch ibn Saʿīd einen Schiffs- und Handelsvertrag abzuschließen. Außerdem sollte er die Mündung des Jub und die Hauptorte der Swahili-Benadir-Küste erkunden, worauf er zum italienischen Generalkonsul in Aden ernannt wurde. Er kehrte im November 1885 nach Italien zurück. Seit 1894 Generalkonsul in Sansibar, wurde Cecchi als Leiter einer kleinen Forschungsexpedition bei Mogadischu an der Benadirküste von Somal überfallen und mit mehreren seiner Begleiter getötet. 

„Sein Verdienst war es, die erste eingehende Beschreibung der kleinen Galla-Staaten gegeben zu haben. Besonders aufmerksam aber hatten beide Reisende die verschiedenen Völker und ihre Sprachen studiert.“

## Schriften (Auswahl)
- Da Zeila alle frontiere del Caffa. Loecscher, Rom 1886/87 (3 Bde.)
  - deutsche Übersetzung: Reisen durch die südlichen Grenzländer Abessiniens von Zeila bis Kaffa. Fünf Jahre in Ostafrika. Brockhaus, Leipzig 1888 (übersetzt und gekürzt von Martha Rumbauer).
- L'Abissinia settentrionale e le strade che vi conducono da Massaua. Notizie a corredo di due grandi carte geografiche redatte in base alle piu recenti scoperte. 4. Aufl. Treves, Mailand 1887.